# Verguleasa
Verguleasa è un comune della Romania di 3 047 abitanti, ubicato nel distretto di Olt, nella regione storica della Muntenia. 
Il comune è formato dall'unione di 7 villaggi: Căzănești, Cucueți, Dumitrești, Poganu, Valea Fetei, Vânești, Verguleasa.